# 维达 (德国)
维达是德国下萨克森州的一个市镇。总面积6.53平方公里，总人口1341人，其中男性702人，女性639人（2011年12月31日），人口密度205人/平方公里。